# بالاتی توره
بالاتی توره (انگلیسی: Blati Touré؛ زادهٔ ۴ اوت ۱۹۹۴) بازیکن فوتبال اهل اسپانیا است.
وی همچنین در تیم ملی فوتبال بورکینافاسو بازی کرده‌است.